# Robert Allan Floyd
Robert Floyd, auch Rob Floyd, Robert Allan Floyd oder Robert Andrew Floyd, (* 6. Mai 1968 in Lakeland, Florida) ist ein US-amerikanischer Schauspieler.

## Leben
Robert Floyd studierte Schauspiel am Carnegie Hall in Manhattan, New York, wo er sich auch seine ersten Sporen als Schauspieler verdiente. Floyd war in verschiedenen Off-Broadway-Shows zu sehen und war in einigen kleineren Filmen zu sehen, von denen ihm aber keiner größere Aufmerksamkeit bescherte. Nach einiger Zeit in New York entschied er sich, nach Los Angeles zu gehen, da es dort sehr viel leichter war, an Rollen im Fernsehen heranzukommen. Er war in Gastrollen in Allein gegen die Zukunft, Das Palm Beach-Duo  und Law & Order zu sehen.
1998 wirkte er in Roland Emmerichs Film Godzilla mit und durfte als einer der Apache-Hubschrauberpiloten gegen die gigantische Echse vorgehen. Wie so viele Schauspieler war auch Floyd in einigen Seifenopern zu sehen. Er hatte wiederkehrende Rollen in All My Children und The City. Als Mallory in der 5. Staffel von Sliders wurde er ab 1999 erstmals einem größeren Publikum bekannt. Er war außerdem 1999 in dem Fernsehfilm Das Darwin-Projekt und dem Kinofilm Cold Hearts zu sehen.
Floyd ist der Gründer des Cocktail Theatre und Präsident von RxLiquidChef.

## Filmografie (Auswahl)
- 1995: Law & Order (Fernsehserie, 1 Folge)
- 1997: Palm Beach-Duo (Fernsehserie, 1 Folge)
- 1998: Caroll läßt nicht Locker!  (Fernsehserie, 1 Folge)
- 1998: Godzilla
- 1998: Jett Jackson (Fernsehserie, 1 Folge)
- 1998: Allein gegen die Zukunft (Fernsehserie, 1 Folge)
- 1999–2000: Sliders – Das Tor in eine fremde Dimension (Sliders)
- 1999: Das Darwin-Projekt (Fernsehfilm)
- 1999: Cold Hearts (Kinofilm)
- 2000: Walker, Texas Ranger (Fernsehserie, 1 Folge)
- 2000: V.I.P. – Die Bodyguards (Fernsehserie, 1 Folge)
- 2001: Dark Angel (Fernsehserie, 1 Folge)
- 2001: Rude Awakening-Nur für Erwachsene (Fernsehserie, 2 Folgen)
- 2002: Providence (Fernsehserie, 1 Folge)
- 2004: Navy CIS (Fernsehserie, 1 Folge)
- 2007: Shark (Fernsehserie)
- 2010: The Killing Game (Kurzfilm)